# Oleksandria, Krasnopillea
Oleksandria (în ucraineană Олександрія) este un sat în comuna Mîropillea din raionul Krasnopillea, regiunea Sumî, Ucraina.

## Demografie
Componența lingvistică a localității Oleksandria
     Ucraineană (88,89%)
     Rusă (11,11%)
Conform recensământului din 2001, majoritatea populației localității Oleksandria era vorbitoare de ucraineană (88,89%), existând în minoritate și vorbitori de rusă (11,11%).